# Albert Barthélémy
Albert Barthélémy est un coureur cycliste français, né le 3 mars 1906 à Anor et mort le 26 novembre 1988 à Fourmies. Il fut professionnel de 1928 à 1936.

## Carrière
Albert Barthélémy est né à Anor le 3 mars 1906. Il est initialement membre du club local de cyclisme, l'Union vélocipédique fourmisienne (UVF) présidée par Auguste Gouttière. Ce dernier décide en 1928 de créer une course, le Grand Prix de Fourmies, supérieure aux « ducasses » de l'époque et pour permettre d'aider l'émergence au plus haut niveau de Barthélémy, en vue de le faire passer professionnel, conscient d'en retirer des bénéfices pour son club si Barthélémy réussit. La première édition de la course a lieu le 10 juin 1928 et neuf coureurs sont présents au départ dont Barthélémy, sur les douze inscrits initialement. Échappé dans le dernier tour du circuit avec le Belge Achille Bauwens, Barthélémy le devance au sprint à l'arrivée. Barthélémy, qui gagne également quelques jours plus tard une autre course créée par Gouttière, Paris-Avesnes-Fourmies, récidive les deux années suivantes.

## Palmarès
- 1928
  - Grand Prix de Fourmies
  - Circuit minier et métallurgique du Nord
  - 3e de Paris-Fourmies
- 1929
  - Grand Prix de Fourmies
  - Paris-Fourmies
  - Bruxelles-Maubeuge
  - Paris-Avesnes-Fourmies
  - 2e de Paris-Caen
- 1930
  - Grand Prix de Fourmies
  - Circuit des Ardennes
  - 2e de Paris-Fourmies
  - 2e du Circuit minier et métallurgique du Nord
  - 3e du Circuit de Paris
- 1931
  - 6e, 7e, 10e et 11e étapes du Tour d'Allemagne
  - Grand Prix Torcy
  - 2e du Circuit minier et métallurgique du Nord
  - 3e du Grand Prix de Fourmies
- 1932
  - Critérium des Aiglons :
    - Classement général
    - 1re et 2e étapes

  - Paris-Rennes
  - Paris-Lille
  - 2e du Grand Prix de Fourmies
- 1933
  - Paris-Bruxelles
- 1934
  - Circuit de la Vallée de l'Aa

## Résultats sur le Tour de France
3 participations
- 1929 : abandon (9e étape)
- 1930 : abandon (10e étape)
- 1932 : 49e